# Sun Yingjie
Sun Yingjie (Chinees: 孫英傑 / 孙英杰 , Sūn Yīngjié) (Liaoning, 19 januari 1979) is een Chinese langeafstandsloopster. Ze is wereldkampioene halve marathon en wereldkampioen marathon. Ze won viermaal de marathon van Peking (2002, 2003, 2004, 2005).

## Biografie
Yingjie werd al in 1998 op jonge leeftijd Chinees kampioene op de marathon in Tianjin met een tijd van 2:25.45. In 2002 won ze de marathon van Peking in 2:21.21. Op deze wedstrijd werd ze in 2000 nog knap tweede. Op zowel de 5000 m en de 10.000 m won ze op de Aziatische Spelen in 2002 in Busan een gouden medaille.
Op het WK 2003 in Parijs werd ze in een persoonlijk record van 30.07,20 derde op de 10.000 m achter de Ethiopiërs Berhane Adere en Werknesh Kidane. Ze voerde het tempo aan, maar werd in de laatste ronde ingehaald. Op de 5000 m werd ze negende. Op beide afstand werd ze kort hierna Aziatisch kampioen in Manilla. De marathon van Peking won ze in een nieuw Aziatisch record van 2:19.39.
Op de Olympische Spelen van Athene in 2004 werd ze achtste op de 5000 m en zesde op de 10.000 m. Hiervoor won ze wederom de marathon van Peking en won het IAAF wereldkampioenschap halve marathon.
Op de wereldkampioenschappen atletiek 2005 in Helsinki werd ze elfde op de 5000 m en zevende op de 10.000 m. Twee dagen na de marathon van Peking, die ze met een tijd van 2:21.01 voor de vierde maal op rij won, liep ze het Chinees kampioenschap 10.000 m. Hier behaalde ze een tweede plaats, maar werd positief getest op androsteron. Ze beschuldigde een medeatleet deze substantie in haar drank gedaan te hebben. Ze won een kort geding tegen haar, maar werd alsnog voor twee jaar geschorst door de Chinese atletiekbond, omdat deze vond dat elk atleet zelf verantwoordelijk is voor wat wordt gedronken. Haar coach Wang Dexian werd voor het leven geschorst.

## Titels
- Wereldkampioene halve marathon - 2004
- Aziatisch kampioene 5000 m - 2003
- Aziatisch kampioene 10.000 m - 2003
- Chinees kampioene 5000 m - 2002, 2003
- Chinees kampioene 10.000 m - 2002, 2003, 2004
- Chinees kampioene marathon - 1998

## Persoonlijke records
Baan
| Onderdeel | Prestatie | Datum            | Plaats |
| --------- | --------- | ---------------- | ------ |
| 5000 m    | 14.40,41  | 12 oktober 2002  | Busan  |
| 10.000 m  | 30.07,20  | 23 augustus 2003 | Parijs |

Weg
| Onderdeel      | Prestatie | Datum            | Plaats    |
| -------------- | --------- | ---------------- | --------- |
| 10 km          | 32.09     | 3 oktober 2004   | New Delhi |
| 15 km          | 48.37     | 3 oktober 2004   | New Delhi |
| 20 km          | 1:07.55   | 21 november 2004 | Tokio     |
| halve marathon | 1:08.40   | 3 oktober 2004   | New Delhi |
| 25 km          | 1:25.18   | 21 november 2004 | Tokio     |
| 30 km          | 1:43.14   | 21 november 2004 | Tokio     |
| marathon       | 2:19.39   | 19 oktober 2003  | Peking    |

## Palmares

### 5000 m
- 2002:  Aziatische Spelen - 14.40,41
- 2003: 9e WK - 14.57,01
- 2003:  Aziatisch kampioenschappen - 15.48,42
- 2004: 8e OS - 15.07,23
- 2005: 11e WK - 14.51,19

### 10.000 m
- 2002:  Aziatische Spelen - 30.28,26
- 2003:  WK - 30.07,20
- 2003:  Aziatische kamp. - 32.37,04
- 2004: 6e OS - 30.54,37
- 2005: 7e WK - 30.33,53

### Halve marathon
- 2001: 4e halve marathon van Osaka - 1:15.16
- 2004:  WK in New Delhi - 1:08.40

### Marathon
- 1997: 10e marathon van Peking - 2:32.43
- 1997:  marathon van Dalian - 2:30.10
- 1998:  marathon van Tianjin - 2:25.45
- 1998: 5e marathon van Peking - 2:34.19
- 1998:  marathon van Dalian - 2:26.22
- 1999: 11e Boston Marathon - 2:37.11
- 1999:  marathon van Urumqi - 2:40.00
- 1999: 12e WK in Sevilla - 2:30.12
- 1999: 7e marathon van Tokio - 2:30.29
- 1999:  marathon van Peking - 2:31.19
- 2000: 8e Boston Marathon - 2:31.22
- 2000:  marathon van Peking - 2:26.36
- 2000: 7e New York City Marathon - 2:30.13
- 2001: 11e marathon van Peking - 2:29.16
- 2002: 4e Boston Marathon - 2:27.26
- 2002:  marathon van Peking - 2:21.21
- 2003:  marathon van Tianjin - 2:25.33
- 2003:  marathon van Peking - 2:19.39
- 2004: 7e Londen Marathon - 2:28.32
- 2004:  marathon van Peking - 2:24.11
- 2004: 6e marathon van Tokio - 2:29.24
- 2005: 22e marathon van Londen - 2:42.05
- 2005:  Chinese Spelen in Peking - 2:21.01
- 2008: 13e marathon van Xiamen - 2:38.21
- 2008:  marathon van Hangzhou - 2:53.08
- 2009: 30e marathon van Xiamen - 2:57.05